# OpenGL
Az OpenGL (Open Graphics Library) egy részletesen kidolgozott szabvány, melyet a Silicon Graphics nevű amerikai cég fejlesztett ki 1992-ben. Olyan API-t takar, amely segítségével egy egyszerű, szabványos felületen keresztül megvalósítható a grafikus kártya kezelése és a háromdimenziós grafika programozása. Az interfész több ezer különböző függvényhívásból áll, melynek segítségével a programozók szinte közvetlenül vezérelhetik a grafikus kártyát, segítségükkel 3 dimenziós alakzatokat rajzolhatnak ki, és a kirajzolás módját szabályozhatják. Széleskörűen használják a számítógéppel segített tervezésben/gépészetben/gyártásban (CAD/CAM/CAE), a virtuális valóság létrehozatalában, a tudományos élet különböző területein, és szimulátorok esetében is. Ezenkívül használják a különféle videojátékokban, Windows, Linux, BSD platformokon (ez a "desktop" avagy hagyományos OpenGL) illetve mobiltelefonokon, játékkonzolokon (OpenGL ES).

## Célja
Az OpenGL két fő célja:
- Elrejteni különböző 3D-s gyorsítókkal való érintkezés bonyolultságát egyszerű és egységes API-t nyújtva.
- Elrejteni a hardware platformok különböző képességeit minden implementációban megkövetelve az OpenGL jellemzők teljes készletének támogatását (ha szükséges szoftveres emulációval).

Az OpenGL alapműveletei primitívekkel dolgoznak, mint pl.: pontok, vonalak és sokszögek (poligonok). A grafika egy grafikus futószalag (pipeline) révén készül el, logikailag a folyamat egy kliens és egy szerver részre osztható fel. A legtöbb OpenGL parancs vagy kioszt egy primitívet a grafikus csővezetéknek, vagy meghatározza, hogy milyen sorrendben dolgozza fel ezeket. Az OpenGL 2.0 bevezetése előtt a futószalag vezérlése egy előre meghatározott szűk kereten belül volt konfigurálható. Az OpenGL 2.0 teljesen programozható a GLSL (pixel és vertex shaderek) segítségével, ugyanakkor a korábbi függvényekkel és eljárásokkal való kompatibilitás is teljesen megmarad.
Az OpenGL egy alacsony szintű, procedurális API, amelyet rajzolófüggvények meghívásával, és a grafika leképezését leíró állapotok módosításával lehet vezérelni.

Az OpenGL-t befolyásolta a 3D-s gyorsítók fejlődése, de segítette ezeket olyan alacsony szintű funkciókkal, amelyek a mai grafikus hardverekben már mind megtalálhatók:

Renderelés OpenGL-el (A Graphics Pipeline Process egyszerűsített változata)

- Alakzatok, mint pl.: polygonok, raszterizált pontok, és vonalak
- Transzformáció és fények kezelése
- Z-bufferelés (mélységi-pufferelés)
- Textúrázás
- Árnyalók (shaderek)
- Színkeverés

A renderelés kezdetén a vertex műveletek, transzformálás és világítás előfeldolgozása történik. A nem látható részek már ekkor eltűnnek a folyamatból. A következő lépés a raszterizáció vagy az előző információk pixelekké alakítása és a poligonok megjelenítése a megfelelő színnel. Ehhez kapcsolódnak még a per-fragment operációk, mint pl.: adatok frissítése, amelyek függnek az előzőleg tárolt és bejövő értékektől vagy színkombinációktól, illetve a pixel shaderek lefuttatása.
A kész kép a frame-bufferbe kerül.
Sok modern 3D-s gyorsító biztosít módszereket, amelyek messze túlszárnyalják ezt az alap megközelítést, de azok az új technológiák általában csak továbbfejlesztései ennek.

## Egy egyszerű példa
Ez a példa egy zöld négyszöget rajzol a képernyőre. OpenGL alatt többféle módja van az megjelenítendő feladat megadására, de a lényeg, hogy megértse azt (képes legyen értelmezni). Az alábbi példa OpenGL 1.0 szabványú.
```
glClear
(
 
GL_COLOR_BUFFER_BIT
 
);

```

A „Color Buffer” törlésre kerül, így a (kirajzolási) képernyő üres lesz.
```
glMatrixMode
(
 
GL_PROJECTION
 
);
 
/* Beállítja, hogy a következő parancsok a projekciós mátrixra legyenek hatással */

glLoadIdentity
();
 
/* A projekciós mátrixba betölti az egységmátrixot */

glFrustum
(
 
-1
,
 
1
,
 
-1
,
 
1
,
 
1
,
 
1000
 
);
 
/* Alkalmazza a perspektívikus projekciós mátrixot */

```

Ezek az utasítások inicializálják a projekciós mátrixot, beállítanak egy 3D-s csonka mátrixot, ami leképezi a látható területet. Átalakítja az objektumokat az OpenGL projekciós teréhez.
```
glMatrixMode
(
 
GL_MODELVIEW
 
);
 
/* Beállítja, hogy a következő parancsok a modellnézet mátrixra legyenek hatással */

glLoadIdentity
();
 
/* A modelnézeti mátrixba betölti az egységmátrixot */

glTranslatef
(
 
0
,
 
0
,
 
-3
 
);
 
/* Elmozgatja a modellnézetet a Z tengely mentén */

```

Ezek a parancsok alaphelyzetbe állítják a modellnézet-mátrixot, ami átalakítja a modell koordinátáit, a kameratérhez. A modellnézet és projekciós mátrixok kombinációja átalakítja az objektumokat a modelltérből, hogy azok a képernyőn megjeleníthetőek legyenek.
```
glBegin
(
 
GL_POLYGON
 
);
 
// sokszög kezdése

glColor3f
(
 
0
,
 
1
,
 
0
 
);
 
// az aktuális szín beállítása zöldre (R,G,B - piros, zöld, kék)

glVertex3f
(
 
-1
,
 
-1
,
 
0
 
);
 
// a kezdő vertex létrehozása (x, y, z)

glVertex3f
(
 
-1
,
 
1
,
 
0
 
);
 
// a következő vertex létrehozása

glVertex3f
(
 
1
,
 
1
,
 
0
 
);
 
// a következő vertex létrehozása

glVertex3f
(
 
1
,
 
-1
,
 
0
 
);
 
// a következő vertex létrehozása

glEnd
();
 
// sokszög befejezése

```

Ezek a parancsok kirajzolnak egy zöld színű négyszöget a képernyőre az XY síkra vonatkoztatva.

## Dokumentáció
Az OpenGL népszerűsége részben a hivatalos dokumentációk nagyszerűségének köszönhető. Az OpenGL ARB Archiválva 2011. november 24-i dátummal a Wayback Machine-ben megjelentetett egy OpenGL kézikönyv sorozatot, a specifikációkkal együtt, amelyet folyamatosan frissítenek, hogy kövesse az API-ban történt változásokat. Ezek a kézikönyvek általánosan a borítójuk színe alapján ismertek:
- The Red Book – OpenGL Programming Guide, 6. kiadás ISBN 0-321-48100-3
Egy könnyen érthető gyakorlati példákat is tartalmazó referencia könyv, amely minden OpenGL programozónak feltétlen szükséges. Ez első kiadás elérhető itt és itt.
- The Blue Book – OpenGL Reference manual, 4. kiadás ISBN 0-321-17383-X
Lényegében az OpenGL man oldalainak egy nyomtatott verziója. Tartalmaz egy poszter méretű kihajtható diagramot, amely egy ideálisan elkészített OpenGL implementációt tartalmaz. Itt elérhető.
- The Green Book – OpenGL Programming for the X Window System. ISBN 0-201-48359-9
Egy könyv az X11 interfészről és a GLUT-ról.
- The Alpha Book (aktuálisan fehér borítója van) – OpenGL Programming for Windows 95 and Windows NT. ISBN 0-201-40709-4
Egy könyv Microsoft Windows-t használóknak.

OpenGL 2.0 és magasabb verziókkal foglalkozó könyvek:
- The Orange Book – OpenGL Shading Language, 2. kiadás ISBN 0-321-33489-2
Könnyen érthető gyakorlati és referencia könyv a GLSL-hez.